# Martin Strange-Hansen
Martin Strange-Hansen (geboren am 8. April 1971 in Esbjerg, Dänemark) ist ein dänischer Regisseur.
1997 wurde an Den Danske Filmskole im Fach Regie aufgenommen. Das Studium schloss er 2001 ab. Sein 28-minütiger Abschlussfilm Feeding Desire (Når lysterne tændes) war eine Komödie, die bei den Student Academy Awards 2002 als Bester ausländischer Film ausgezeichnet wurde. Es folgten mehrere Fernseh- und Filmprojekte.
Sein Kurzfilm Ein Anständiger Mann gewann bei der Oscarverleihung 2003 den Oscar in der Kategorie Bester Kurzfilm. Bei der Oscarverleihung 2022 war er mit On My Mind erneut nominiert.

## Filmographie (Auswahl)
- 2001: Når lysterne tændes
- 2002: Ein Anständiger Mann (Der er en yndig mand)
- 2004: Hvem du end er
- 2005: Den rette ånd
- 2006: Drei Episoden der Fernsehserie Nynne
- 2010: Her bor Jensen
- 2021: On My Mind